# کویون (رود)
کویون (به لاتین: Koyon) یک رود در روسیه است که در استان نووسیبیرسک واقع شده‌است.